# Luna de la cosecha

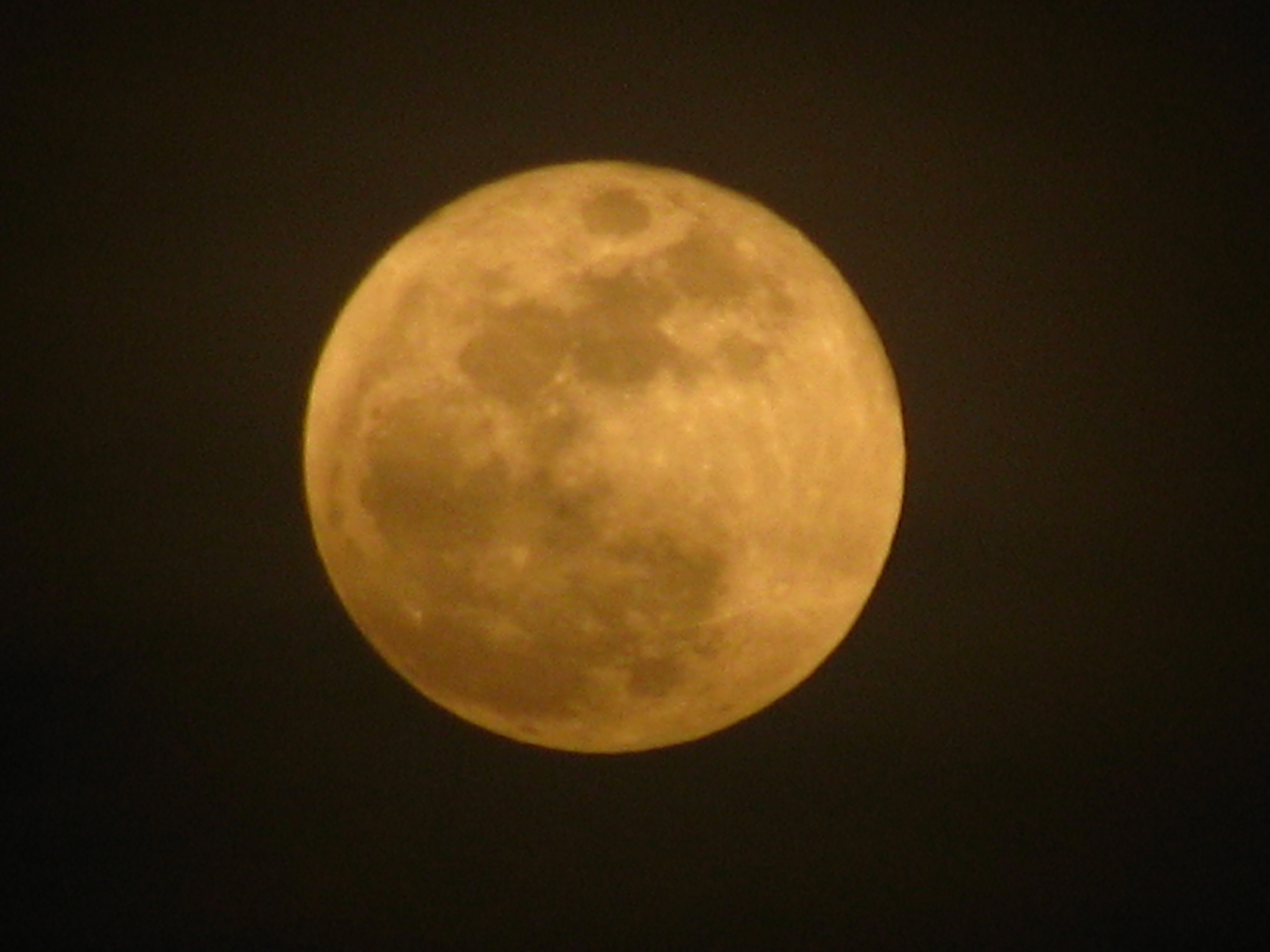
Imagen de la «Luna de la cosecha».

La luna de la cosecha es la luna llena más próxima al equinoccio otoñal, que ocurre en el hemisferio boreal en o en torno al 23 de septiembre, y en el hemisferio austral en o en torno al 21 de marzo. Sus características físicas - hora de salida, camino a través del cielo - son similares a las de la luna del cazador.

## Tiempo de aparición

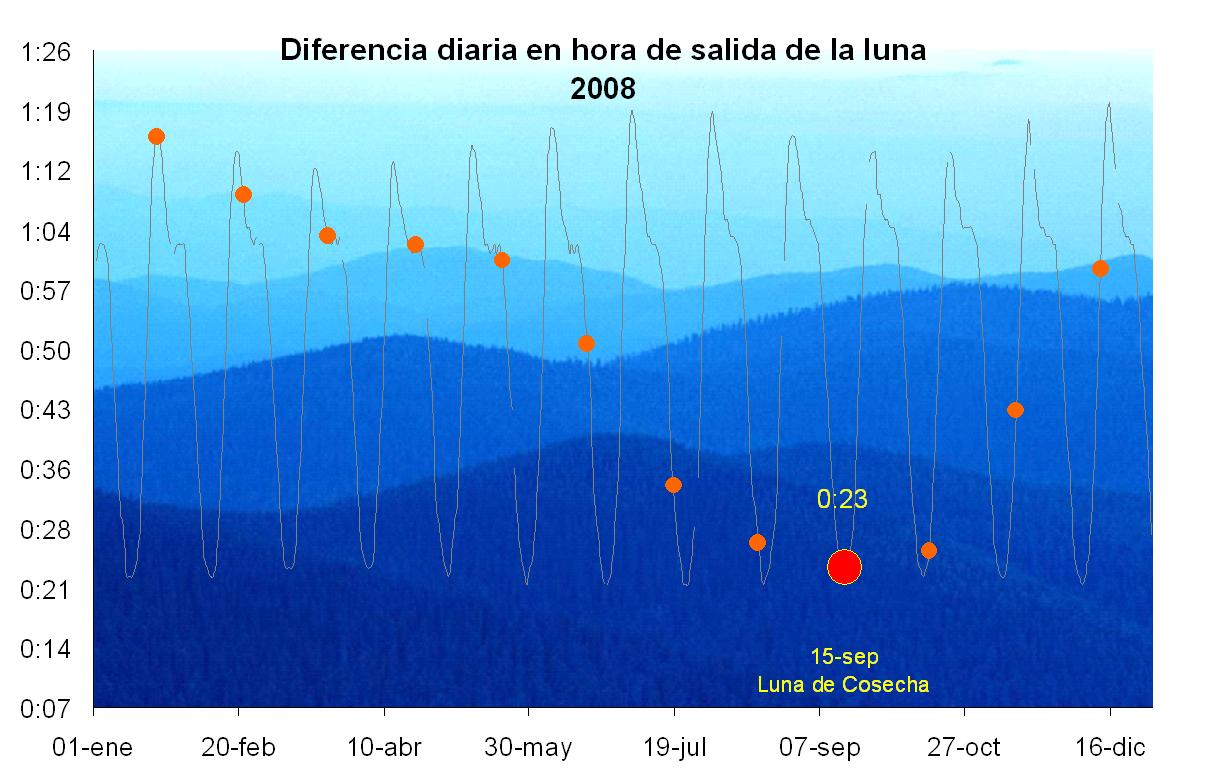
Gráfico mostrando la diferencia en la hora de salida de la luna desde una posición en latitud 41 Norte o Sur.

Todos los plenilunios tienen características propias basadas fundamentalmente en la posición de la eclíptica en el cielo en la época del año en que son visibles.
Los plenilunios de septiembre, octubre y noviembre, vistos desde el hemisferio boreal - que corresponden a los plenilunios de marzo, abril y mayo vistas desde el hemisferio|hemisferio austral - son bien conocidos en el folclore del cielo. 
Todos los plenilunios salen en torno a la hora de la puesta de sol. Sin embargo, aunque la luna retrasa cada día su salida respecto a la hora del día anterior un promedio de 50 minutos a lo largo del ciclo anual, la lunas de «Cosecha» y «Cazador» son especiales porque en esas fechas el retraso alcanza su mínimo.
Vista desde 41 grados latitud norte o sur, la luna retrasa su salida menos de media hora durante los días anteriores y posteriores a las lunas de cosecha y del cazador, limitando así el lapso de tiempo en el que la tierra permanece en la oscuridad. A mayores latitudes, el retraso es aún menor, provocando la apariencia de que la luna sale a la misma hora durante varios días consecutivos.
La razón de este retraso mínimo en época de la luna de cosecha y la luna del cazador es que la eclíptica - el plano de la órbita terrestre en torno al sol - forma un estrecho ángulo con respecto al horizonte en los atardeceres otoñales. 
La luna de cosecha puede producirse antes o después del equinoccio otoñal. Se trata simplemente del plenilunio más próximo a este equinoccio. Aproximadamente un año de cada cuatro ocurre en octubre, dependiendo de los ciclos de la luna. 
Entre los años 1900 al 2011, la luna de cosecha cae el 7 de octubre en 1930, 1949, 1987, 2006, y el 8 de octubre en 1911.

## Apariencia
La apariencia de estas lunas, más grande de lo habitual y de una tonalidad dorada, amarillenta o rojiza, es el resultado de su posición cercana al horizonte. En esta situación, la luz proveniente de un astro atraviesa una cantidad mucho mayor de atmósfera, que dispersa el componente azul, permitiendo el paso en línea recta al componente rojizo hasta el ojo del observador. A este efecto se le conoce como Dispersión de Rayleigh.
Además, su mayor tamaño aparente es resultado de la llamada 'ilusión lunar', de carácter psicológico, y afecta a cualquier objeto que se encuentre bajo en el horizonte.

## Agricultura, folclore y creencias populares
El escaso retraso en la salida del plenilunio hace posible extender la actividad de agricultores durante la cosecha, y cazadores al acecho de sus presas, a lo largo de toda la noche; de ahí el nombre que se le ha dado a estas lunas. Es también conocida como luna de vino, la luna cantarina o la luna de la llamada del alce.
Diversas culturas celebran reuniones, festivales y rituales que se encuentran intrínsecamente relacionados con estas lunas, y en ocasiones, se les pide a los miembros cuyo nacimiento haya coincidido con alguna de estas lunas que organicen un festejo para el resto de la comunidad.